# Svend Grundtvig
Svend Hersleb Grundtvig (ved dåben: Svenn) (født 9. september 1824 på Christianshavn, død 14. juli 1883 på Frederiksberg) var en dansk litteratur- og folkemindeforsker og sprogvidenskabsmand, bror til Johan Grundtvig.
Han blev født på Christianshavn, hvor hans far N.F.S. Grundtvig på det tidspunkt var kapellan ved Vor Frelsers Kirke.

## N.F.S. Grundtvig står for opdragelsen
Pastor Grundtvig ledede selv sine sønners opdragelse, ved hvilken hans egne pædagogiske anskuelser var rådende. Grundtvig lærte religion, græsk, men ikke latin; geografi i nøje forening med historie, dernæst Nordens sprog og litteratur; i islandsk fik han undervisning af Jón Sigurðsson; engelsk lærte han tidligt ved omgang med en engelsk kammerat.
Hvor fri end undervisningen var, fordrede faderen dog, at børnene erhvervede sig kundskaber, og at de læste flittigt; men om end Grundtvig tidligt nåede modenhed, måtte han dog endnu som voksen savne et bredere grundlag af kundskaber, hvilket han efterhånden med større besvær måtte søge at indvinde.
»Min yngste Søn kom forleden Aften« – skriver pastor Grundtvig 1. maj 1841 – »og spurgte mig, om jeg havde noget imod, han blev Ingeniørofficer, da han jo ikke maatte blive Student som de andre, og det var ham alt for haardt ingen Ting at være. Det var mig en haard Nød at knække; thi sandt er det jo, at jeg ikke har beregnet mine Sønners Dannelse på det nuværende Øjeblik, men paa den ny Tid, jeg venter.«
Imidlertid faldt Grundtvig til føje lige over for faderens redegørelse. »Nu sidder han igjen rolig og lidt dybere i Iliaden, i de danske og engelske Kæmpeviser og i sine adelige Slægtregistre.«

## Interesse for folke- og kæmpeviser – rejse til England
To år tidligere havde faderen erhvervet et håndskrift med folkeviser fra 1656, som i høj grad havde tiltrukket sig Grundtvigs opmærksomhed, da det indeholdt viser, som endnu ikke var udgivet, og opskrifter af de allerede bekendte viser, der afveg både i form og indhold fra de udgivne tekster. »Denne gamle Folkedigtning blev fra nu af Udgangs- og Midtpunktet for alle mine Studier og Interesser«, skriver Grundtvig senere (1877).
Han gjorde bekendtskab med folkeviserne fra England og blev slået ved disses lighed med de danske, og kun 18 år gammel debuterede han med et hæfte »Engelske og skotske Folkeviser fordanskede«, der efterfulgtes af tre andre (1842-46); her var de smukke digte gengivet i en vellykket, poetisk beåndet oversættelse, der var holdt i god visestil. Imidlertid havde Grundtvig ved at ledsage sin fader på dennes rejse til England 1843 haft lejlighed til at udvide sit kendskab til de engelsk-skotske ballader.
Efter sin hjemkomst slog han i »Dansk Folkeblad« (1843-44) til lyd for, at vore kæmpeviser blev udgivet på en bedre måde, og samtidig opfordrede han til, at man rundt om i landet optegnede sådanne viser, som endnu levede i folkemunde.

### Strid om kæmpeviserne
1846 blev Grundtvig student og hørte N.M. Petersens forelæsninger på universitetet uden dog egentlig at sigte mod nogen embedseksamen. Først 14 år senere bøjede han ind på den slagne akademiske vej ved at underkaste sig filosofikum og magisterkonferens i nordisk filologi (1860).
Men da havde Grundtvig allerede lagt en hæderfuld videnskabelig og militær bane bag ved sig. Efter opfordring fra »Samfundet til den danske Litteraturs Fremme« indsendte han en plan til en ny udgave af viserne. Denne tryktes i februar 1847; kort efter udkom hans prøve på en sådan og andet oplag af begge udkom samme år.
Her var handsken kastet, og en ivrig debat, i hvilken lærd og læg tog til orde, udspandt sig; Christian Molbech, Peder Hjort, Israel Salomon Levin , Frederik Ludvig Liebenberg og mange flere drog i felten mod planen, der syntes alt for bogstavtro og omstændelig. Også N. M. Petersen dadlede den, men han udtalte sig dog fortrøstningsfuldt om udgiveren. »Palmen vinker i det fjærne, Svend Grundtvig vil se den og vil vinde den.«
I et stridsskrift, »Etatsraad Molbech og Kæmpeviserne«, vendte Grundtvig sine våben mod den iltreste af sine modstandere (1848), og han skulle omsider sejre. I maj 1850 vedtog samfundet hans plan, efter at staten havde lovet et betydeligt tilskud. Men da havde Grundtvig i tre år været i felten.

## Krigen 1848-50
Ved krigens udbrud havde han meldt sig som frivillig og var allerede i april 1848 med sin broder Johan og trofaste kammerater ved sin side kommet til Sønderjylland. Den kugle, som få dage efter deres ankomst dræbte hans kære ven dyremaleren J. Th. Lundbye, susede forbi hans hoved.
I kugleregnen skulle Grundtvig, som blev løjtnant 17. juli 1848, først komme ved Dybbøl 13. april næste år; senere kæmpede han kækt i Istedslaget, hvorfor han hædredes med ridderkorset.
Efter krigens slutning vedblev Grundtvig at tjene i hæren, men stilledes dog efter eget ønske À la suite, uden for nummer, allerede 1853 og fik afsked 1863 som kaptajn; under krigen 1864 gjorde han i seks måneder tjeneste ved eksercerskolen i København og blev 1868 kaptajn i forstærkningen (indtil 1879).

## Den egentlige livsbedrift: kæmpeviserne
I de nærmeste ti år efter felttogene kunne Grundtvig, der allerede under sin permission, medens våbnene hvilede i vinteren 1849-50, ihærdigt havde arbejdet på udgaven af kæmpeviserne, tage fat på denne med kraft. Det første bind sluttedes 1853, andet 1856, tredje 1862; derefter gik offentliggørelsen noget langsommere, og først efter Grundtvigs
død udkom sidste hæfte af det store fjerde bind (1883), to hæfter af femte bind var udkommet 1877-78; bindet sluttedes 1890 ved Axel Olrik.
I dette store værk ligger Grundtvigs egentlige livsbedrift. Hans princip for udgivelsen var blevet gennemført og havde sejret. Han havde klart godtgjort, at en urtekst for viserne ikke lod sig give, idet allerede de ældste optegnelser afveg langt fra hinanden, og viserne i tidens løb havde fået store varianter og mange tilføjelser; en rekonstruktion af den oprindelige tekst måtte få et så stærkt subjektivt præg, at den ikke hørte hjemme i en udgave.
I de omfattende indledninger til viserne havde Grundtvig fremsat et sammenlignende studium af Europas visedigtning med stor kyndighed, takt og poetisk forståelse. Det mytiske indhold i viserne var stillet i forhold til fortidens digtning og tankekreds på nye måder; de historiske viser var belyst ved nøje prøvelse af deres forhold til de virkelige begivenheder. Viserne var samlet i grupper og deres slægtskab og afstamning fundet. Med utrættelig flid var afskrifter og oplysninger tilvejebragt, i gengivelsen var iagttaget en nøjagtighed, som søger sin lige. Rundt om i udlandet hørte man kun lovord over denne udgave, hvis principper kendtes værdige til efterfølgelse.
Det var kærlighed til fædrelandet og til nordisk ånd og ejendommelighed, der som den inderste drivfjeder gjorde Grundtvig til videnskabsmand, og hans store ønske var, at hans egne videnskabelige gerninger atter lod sig omsætte i bøger, der kunne tale til hvermand og vække kærlighed til vort land og vor fortid. Derfor udgav Grundtvig for udvalget for folkeoplysningens fremme »Danske Kæmpeviser« (1867) og »Danmarks Folkeviser i Udvalg« (1882), hvilken han engang betegnede som sin »kjæreste Bog«.
Den poetiske sans, som Grundtvig besad, og som af og til havde givet sig udslag i selvstændige smådigte, havde i forening med hans dybe forståelse af viserne gjort ham det muligt ofte at finde visens rette form. Ved sine gentagne opfordringer til at indsamle folkeminder havde Grundtvig efterhånden kunnet samle store forråd; han udgav af den rige høst tre samlinger »Gamle danske Minder i Folkemunde« (1854-61) og tre bind »Danske Folkeæventyr« (1876-83). Sammen med Jón Sigurðsson var han udgiver af »Íslenzk fornkvæði«
(1854-59).

## Færøske folkeviser
For Færøernes litteratur og sprog havde han altid vist en særlig interesse, og på grundlag af det stof, han havde bragt til veje, og efter den af ham lagte plan lod Grundtvig med bistand af Den Hielmstierne-Rosencroneske Stiftelse sin svoger Jørgen Bloch udarbejde en samling af færøske folkeviser, kvæder
(16 kvartbind på Det Kongelige Bibliotek), hvortil slutter sig en, ligeledes af Bloch udført, færøsk ordbog.
Den omtalte standsning eller langsomhed i udgivelsen af folkeviserne var foranlediget ved stoffets overvældende mængde – Grundtvig havde ladet sig vildlede i sin dom over de sildige viseformers og »Nydannelsers« betydning -, men dog især ved, at Grundtvig var blevet kaldet til ny virksomhed. Efter N. M. Petersens død og Konráð Gíslasons
udnævnelse til professor blev efter afholdt konkurrence Grundtvig og Kristen Jensen Lyngby begge udnævnte til ekstraordinære docenter i nordisk filologi i 1863.

### Lærervirksomhed
Han omfattede lærervirksomheden med interesse, og i sine livlige og klare foredrag tog han sigte på det væsentlige; og hans studiers område udvidede sig fra nu af betydeligt. Allerede i konkurrenceforelæsningerne havde han givet en åndfuld »Udsigt over den nordiske Oldtids heroiske Digtning« (1863); nu offentliggjorde han til brug ved sine
forelæsninger en »kritisk Haandudgave« af Sæmunds Edda (1868, ny udgave 1874); mod Jakob Rudolf Keyser norske teorier tog han til orde ved et vægtigt, om end ensidigt, indlæg i afhandlingerne: »Om Nordens gamle Litteratur, en Anmeldelse og Indsigelse« (1867), »Er Nordens gamle Litteratur norsk? eller er den dels islandsk og dels nordisk?« (1869).

## Sprogforsker
Grundtvig var i bestandig udvikling. Han blev også sprogforsker, og skønt han egentlig savnede den nyere filologis mere systematiske skole, lod en naturlig sprogsans ham også her arbejde med held. Han skrev om »det danske Sprogs Tonelag« og gav en fortræffelig udgave af Peder Palladius' visitatsbog med ordfortegnelse (1872). Han deltog i det nordiske retskrivningsmøde i Stockholm 1869 og udgav »Dansk Retskrivningsordbog« (1870), »Dansk Haandordbog med den af Kultusministeriet anbefalede Retskrivning«
(1872, anden udgave 1880, tillæg 1882).

### Udgiver af faderens værker
Grundtvigs store kærlighed til sin fader bragte ham endvidere til at udgive forskellige af hans værker, således flere bind af hans »Poetiske Skrifter« med oplysende anmærkninger; han havde også tænkt på at skrive hans biografi og indsamlet dertil. Men hele denne omfattende og mangeartede virksomhed standsede, da Grundtvig efter kun en dags sygdom døde 14. juli 1883.
Grundtvig var i 1868 blevet optaget i Videnskabernes Selskab; 1869 blev han titulær professor, 1871 fik han sæde i Den Arnamagnæanske Kommission, 1877 udnævntes han ved
jubelfesten i Uppsala til æresdoktor. Hans store, i en udmærket orden holdt samlinger erhvervedes af staten og bevares på Det Kongelige Bibliotek.

## Person, ægteskab
Grundtvig var en kæk, åben og livsglad natur, der trængte til at udtale sig; han kunne af og til glemme formen og optræde noget brysk, men oftest lyste dog et venligt udtryk fra hans karakteristiske ansigt. Det ovale hoved med det blonde hår og de blå øjne, på hvis sekraft lorgnetten tidlig måtte hjælpe, det tænkende udtryk, den sunde, ranke skikkelse og raske gang – man havde indtrykket af, at krigeren endnu stadig stak i videnskabsmanden. Grundtvig havde arvet efter sin fader en oprigtig kristen tro; han var hjælpsom og velvillig og den kærligste ægtefælle.
Han havde 10. december 1858 ægtet Laura Bloch, datter af grosserer Georg Bloch i København, født 23. juni 1837. Nogle år efter brylluppet overfaldtes hun af svaghed, som nødte hende til at holde lejet eller at blive i rullestolen.
Grundtvig plejede sin elskværdige og begavede hustru, med hvem han levede i det fortroligste samliv, med inderlig trofasthed. Hun døde 20. april 1891. Hun stiftede et legat på 8.000 kr. (Professor Svend Grundtvigs Legat) til fremme af studiet af nordisk filologi. To portrætmedailloner af Vilhelm Bissen, tilvejebragt ved offentlig indsamling, smykker deres grav på Frederiksberg Ældre Kirkegård.
Fr. Barfod: S. H. Grundtvig, 1883.
Illustreret Tidende. 1883, Nr. 1244.
Ude og Hjemme 29. Juli 1883.
Højskolebladet 1883, Nr. 75 ff. 79.; 1885, Nr. 58 f.
Magne, 1884, Nr. 12 f. 15.
Arkiv for nordisk Filologi I.
Upsala Universitets fyrahundraårs jubelfest, 1877
Illustrerad Tidn. 28. juli 1883.
Nyare bidrag till kännedom om de svenska landsmålen, VII, 1.
Germania, 29. Jahrg.
Johannes C. H. R. Steenstrup.